# Mauna ava
Mauna ava är en fjärilsart som beskrevs av Louis Beethoven Prout 1938. Mauna ava ingår i släktet Mauna och familjen mätare. Inga underarter finns listade i Catalogue of Life.